# Scorpio Music
Scorpio Music est un label indépendant de musique français fondé en 1976 par Henri Belolo.

## Artistes
- T Garcia
- Bebew
- Alex Adair
- Alok
- A.M.T
- Antoine Clamaran
- Armin Van Buuren
- Avicii
- Axel Tony
- Basto
- Borgeous
- Busta K
- Charlie Boisseau
- Carlprit
- Deorro
- Dimitri Vegas & Like Mike
- DJ Assad
- DVBBS
- Global Deejays
- Greg Parys
- Hardwell
- Havana
- Helmut Fritz
- Jose de Rico
- Liam
- Lil Jon
- Loona
- Michael Mind
- Peter Luts
- Pitbull
- Sak Noel
- Sharon Doorson
- Showtek
- Steve Aoki
- The Potbelleez
- Yellow Claw
- W&W
- Willy William
- Wolfpack
- Makassy
- Najoua Belyzel
- Rayon-X
- Oryane
- Les Twins
- Chris Brown
- Beyoncé
- MC Fioti
- J Balvin
- Busy Signal
- Sean Paul
- Gyptian
- De La Ghetto
- Mounir Belkhir
- Yves V

## Succès
- 1982 : Joan Jett & The Blackhearts - I Love Rock 'n' Roll
- 1984 : Break Machine - Street Dance
- 1992 : Bass Bumpers - The Music's Got Me
- 1992 : Jaydee - Plastic Dreams
- 1993 : Haddaway - What Is Love
- 1993 : 2 Unlimited - No Limit
- 1996 : Gala -  Freed from Desire
- 1997 : Hermes House Band - I Will Survive
- 1997 : Bellini - Samba de Janeiro
- 1998 : Vengaboys - Boom Boom Boom Boom
- 1999 : Eiffel 65 - Blue (Da Ba Dee)
- 2000 : King Africa - La Bomba
- 2002 : Mr Vegas - Pull Up
- 2002 : Sentenela feat. Sheben - Listen to the music
- 2003 : Lorna - Papi Chulo… Te Traigo EI MMM
- 2004 : Papi Sanchez - Enamórame
- 2004 : Royal Gigolos - California Dreamin'
- 2005 : Najoua Belyzel - Gabriel
- 2005 : Ilona Mitrecey - Un monde parfait
- 2010 : Duck Sauce - Barbra Streisand
- 2011 : Radio Killer - Lonely Heart
- 2011 : Sasha Lopez & Andrea D feat. Broono - All My People
- 2011 : Loona - Vamos a la playa
- 2012 : Hardwell - Spaceman
- 2012 : Il pulcino Pio - Le Poussin Piou
- 2012 : Carlprit - Fiesta
- 2013 : Jose De Rico & Henry Mendez - Rayos De Sol
- 2013 : Jay Santos - Caliente
- 2013 : Showtek - Slow Down
- 2013 : DJ Assad feat. Alain Ramanisum & Willy William - Li Tourner
- 2013 : Hardwell & W&W - Jumper
- 2013 : DVBBS & Borgeous - Tsunami
- 2013 : Deorro - Yee
- 2014 : Deorro - Five Hours
- 2014 : Dillon Francis & DJ Snake - Get Low
- 2014 : Timmy Trumpet & Savage - Freaks
- 2014 : Rune RK - Calabria (Firebeatz Remix)
- 2015 : Will Sparks feat. Wiley & Elen Levon - Ah Yeah So What
- 2015 : Sigala-Easy love
- 2015 : Makassy - Doucement
- 2016 : Deorro feat. Elvis Crespo - Bailar
- 2016 : W&W ft. Hardwell & Lil Jon - Live the Night
- 2016 : Major Lazer ft. Showtek - Believer
- 2016 : Sak Noel & Salvi ft. Sean Paul - Trumpets
- 2017 : Willy William - Voodoo Song
- 2017 : J Balvin & Willy William - Mi Gente
- 2019 : Yves V, Afrojack & Icona Pop - We Got That Cool
- 2020 : Helmut Fritz - Ça m'énerve 2020
- 2020 : Oryane feat. Sean Paul - Love Mi Ladies 2020
- 2023 : De La Ghetto feat. Oryane & Gyptian - Gotta 2023